# U-Bahnhof Rennweg
Der U-Bahnhof Rennweg (Abkürzung: RE) ist der 32. U-Bahnhof der Nürnberger U-Bahn und wurde am 22. Mai 1993 eröffnet. Er ist 611 m vom U-Bahnhof Rathenauplatz und 650 m vom U-Bahnhof Schoppershof entfernt. In Richtung Röthenbach schließt sich ein stumpf zu befahrender Gleiswechsel an. Der U-Bahnhof ist nach dem Nürnberger Stadtteil Rennweg benannt, in dem er liegt. Rennweg entstand im Jahre 1818 aus elf kleinen Siedlungen im Nürnberger Nordosten. Im Jahre 1865 wurde der westliche Teil Rennwegs nach Nürnberg eingemeindet, im Jahre 1899 schließlich auch der zu Schoppershof gehörende östliche Teil. In ursprünglichen Planungen sollte dieser U-Bahnhof die Bezeichnung Maxfeld erhalten. Täglich wird er von rund 7.800 Fahrgästen genutzt (Mo–Fr, 2019).

## Lage

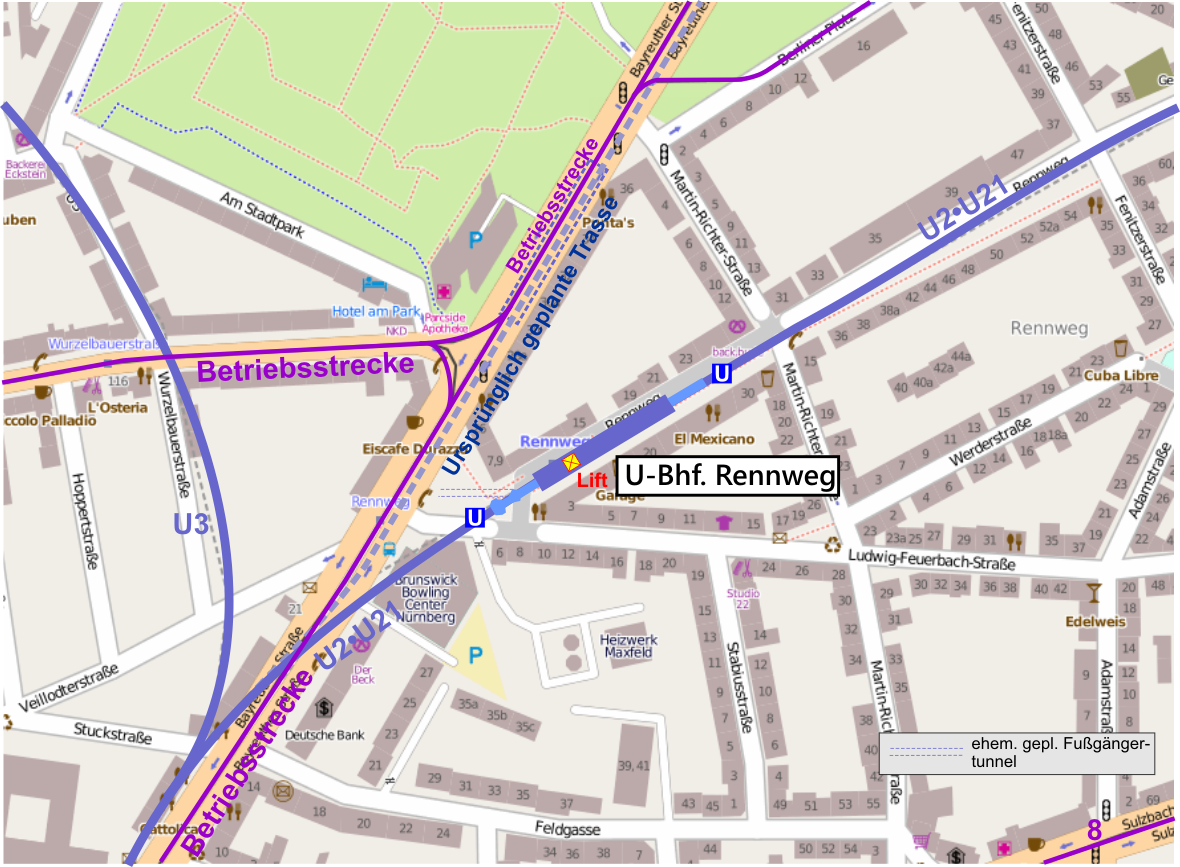
Lageplan U-Bhf. Rennweg

Der Bahnhof liegt im Nürnberger Stadtteil Rennweg und erstreckt sich in Nord-Süd-Richtung unterirdisch unter dem Rennweg zwischen Martin-Richter- und Ludwig-Feuerbach-Straße. Von beiden Bahnsteigköpfen führen Aufgänge an die Oberfläche. Ein Aufzug führt vom südlichen Bahnsteigbereich zur Straßenebene. In direkter Umgebung befindet sich der Nürnberger Stadtpark.

## Bauwerk und Architektur
Das Bahnhofsbauwerk ist 167 m lang, 15 m breit und 10 m tief (eineinhalbfache Tiefenlage). Die Bauarbeiten begannen am 25. Juli 1990 und wurden in offener Bauweise ausgeführt. Im Zuge der Baumaßnahmen wurde der Rennweg und die Ludwig-Feuerbach-Straße zum Teil umgebaut und in verkehrsberuhigte Zonen umgewandelt.
Die architektonische Ausführung wurde vom Nürnberger Bildhauer Kardos Botond übernommen. Die Innen-Außen-Beziehung von Oberfläche und Bahnsteigebene wird durch acht Lichtkuppeln hergestellt. Die sich in der Bahnhofsmitte befindenden Lichtkuppeln sind durch farbige Bänder eingefasst, die sich von der Decke über die Bahnsteigwand bis zum Boden ziehen. An beiden Bahnsteigwänden sind von Nürnberger Künstlern gestaltete Graffiti angebracht.

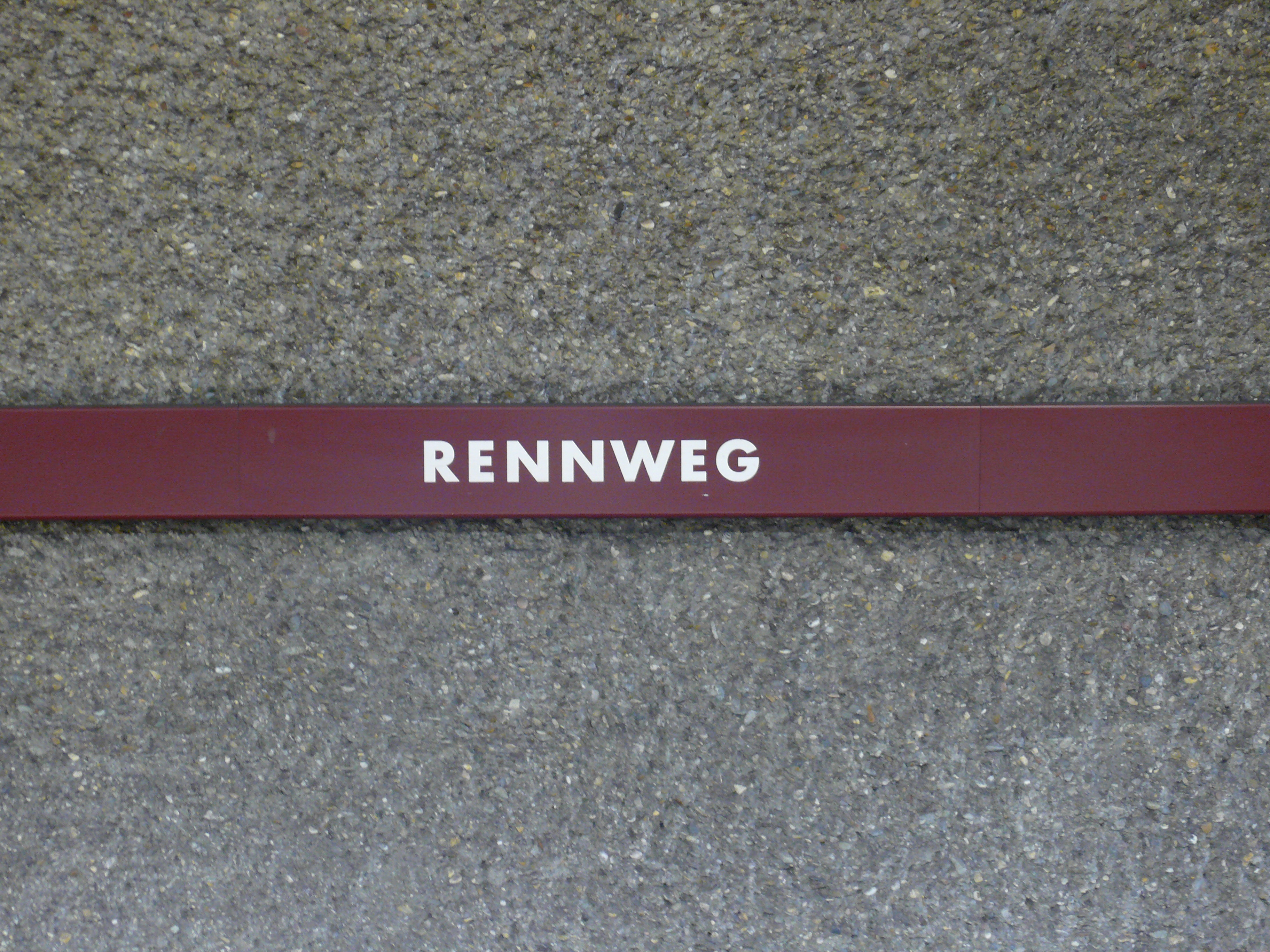
Stationsname an den Bahnsteigwänden
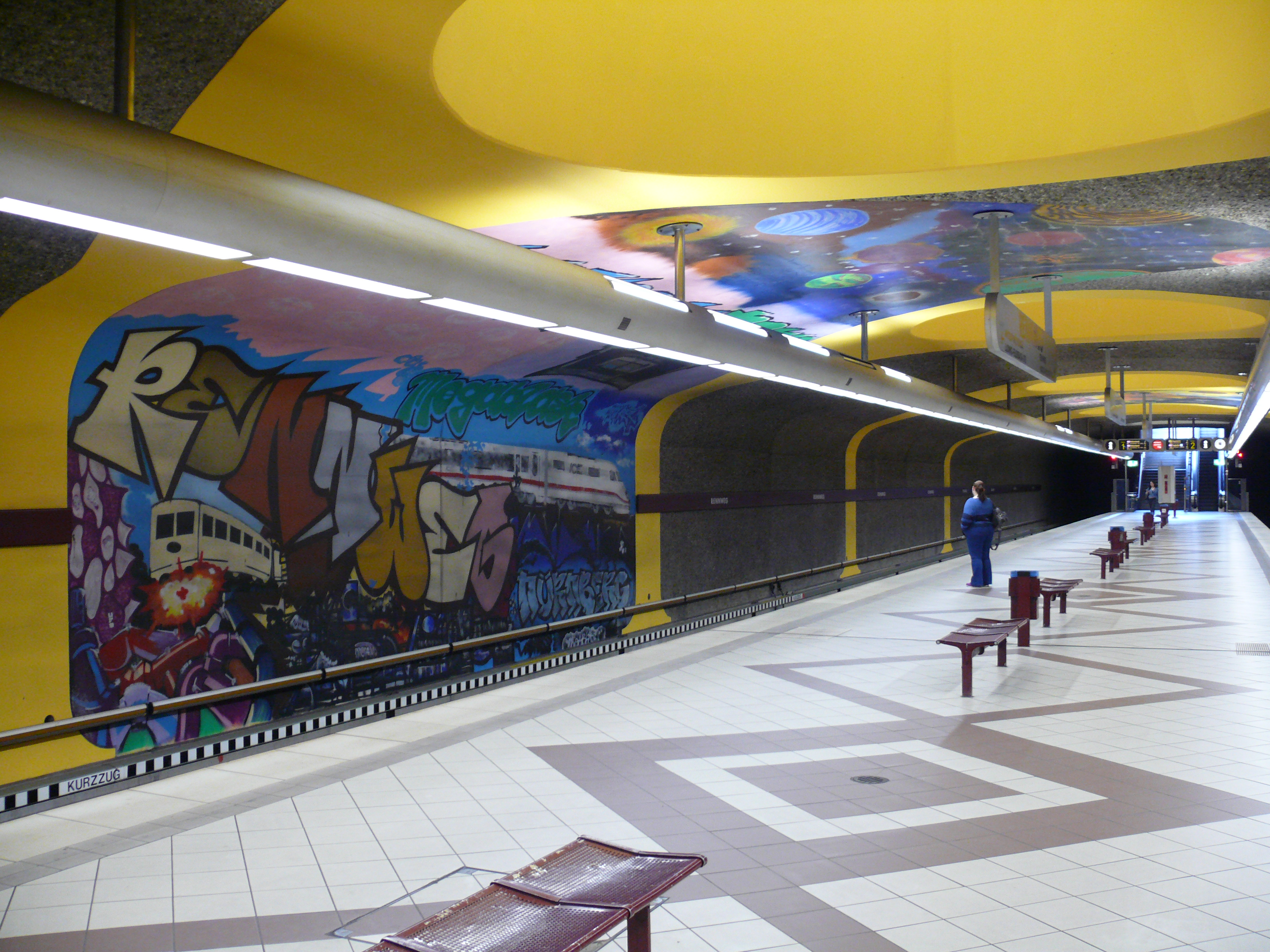
Wand- und Deckengestaltung
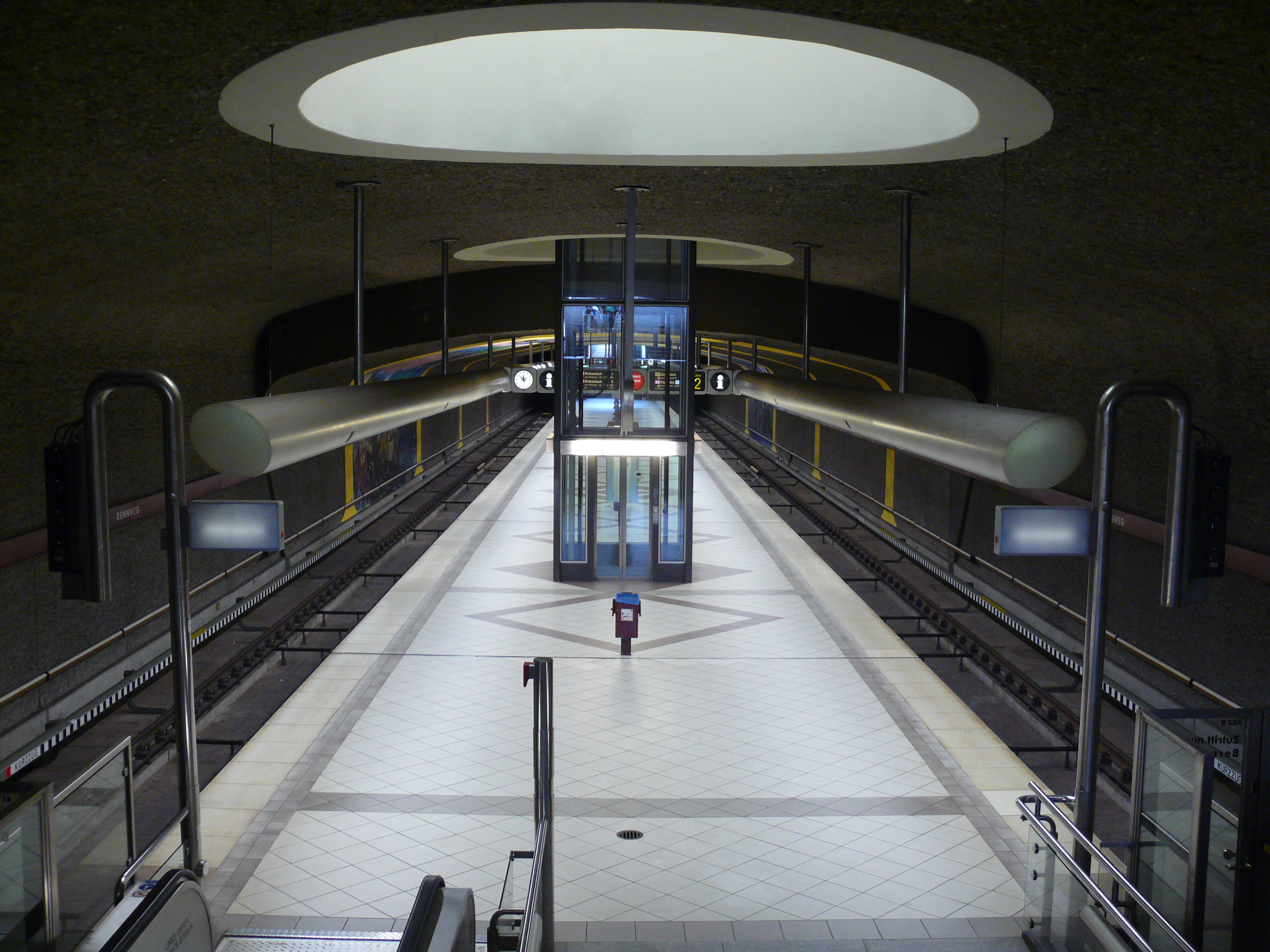
Blick auf die Bahnsteigebene
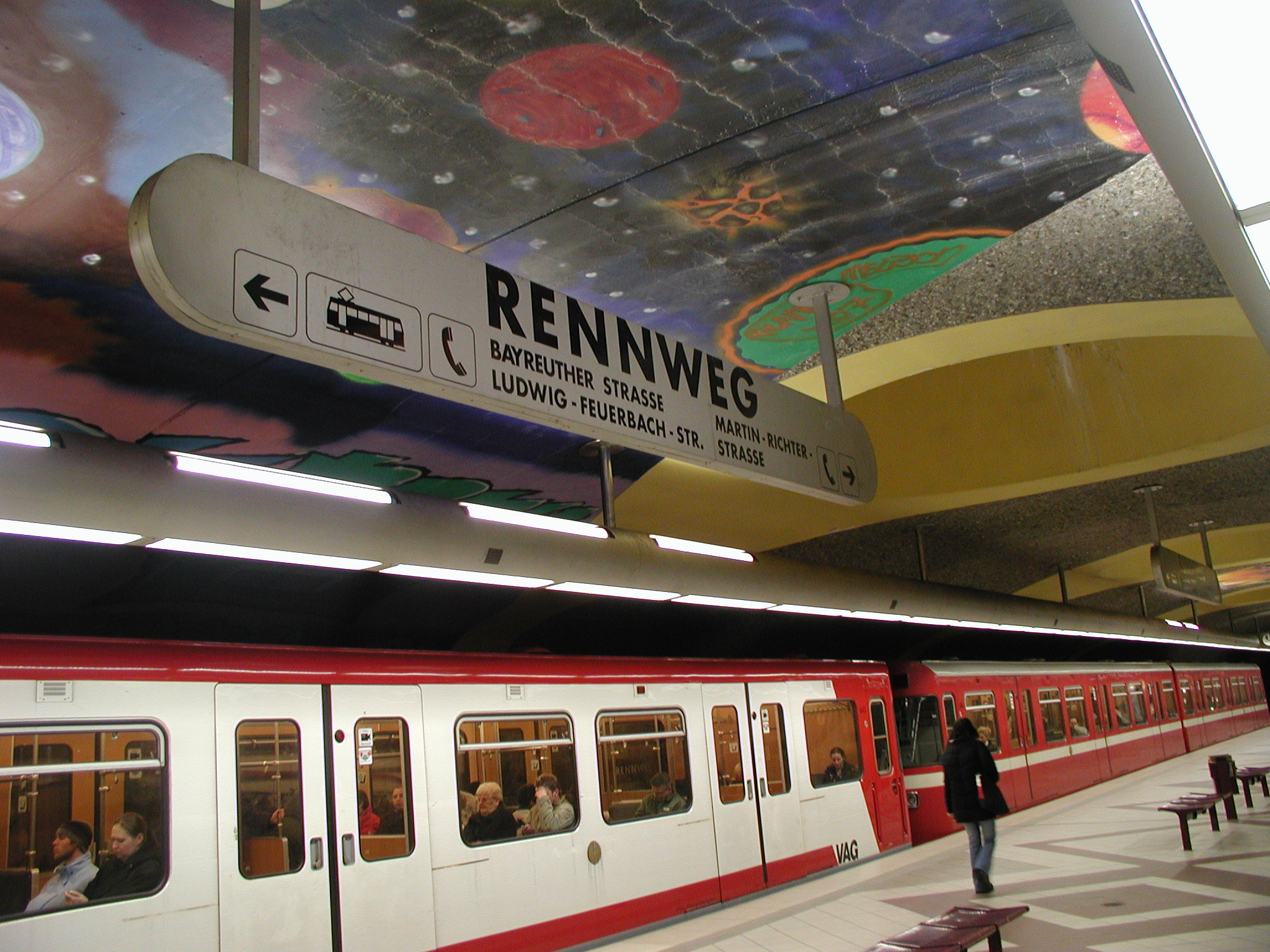
Graffiti an der Decke
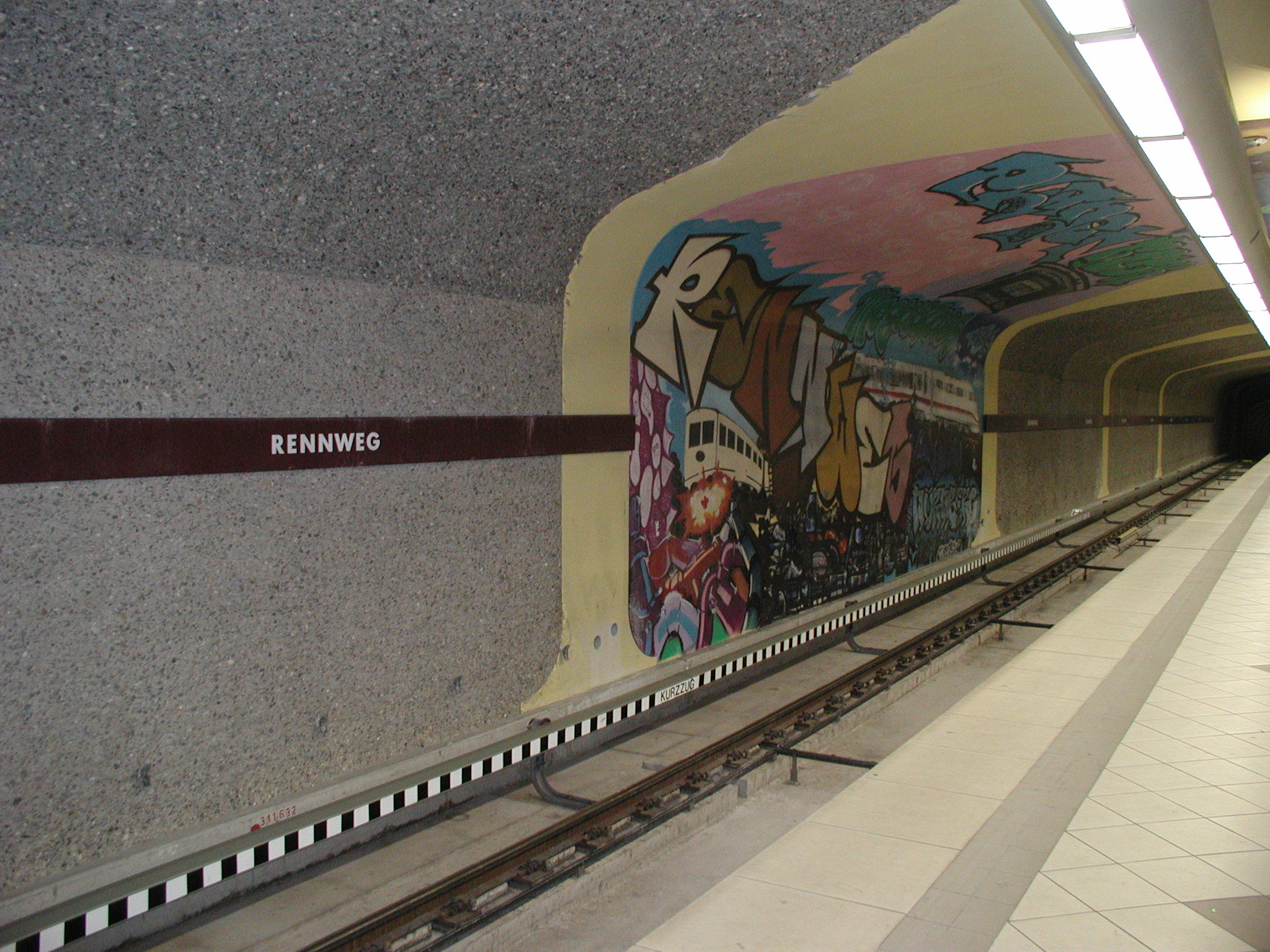
Graffiti an der Wand
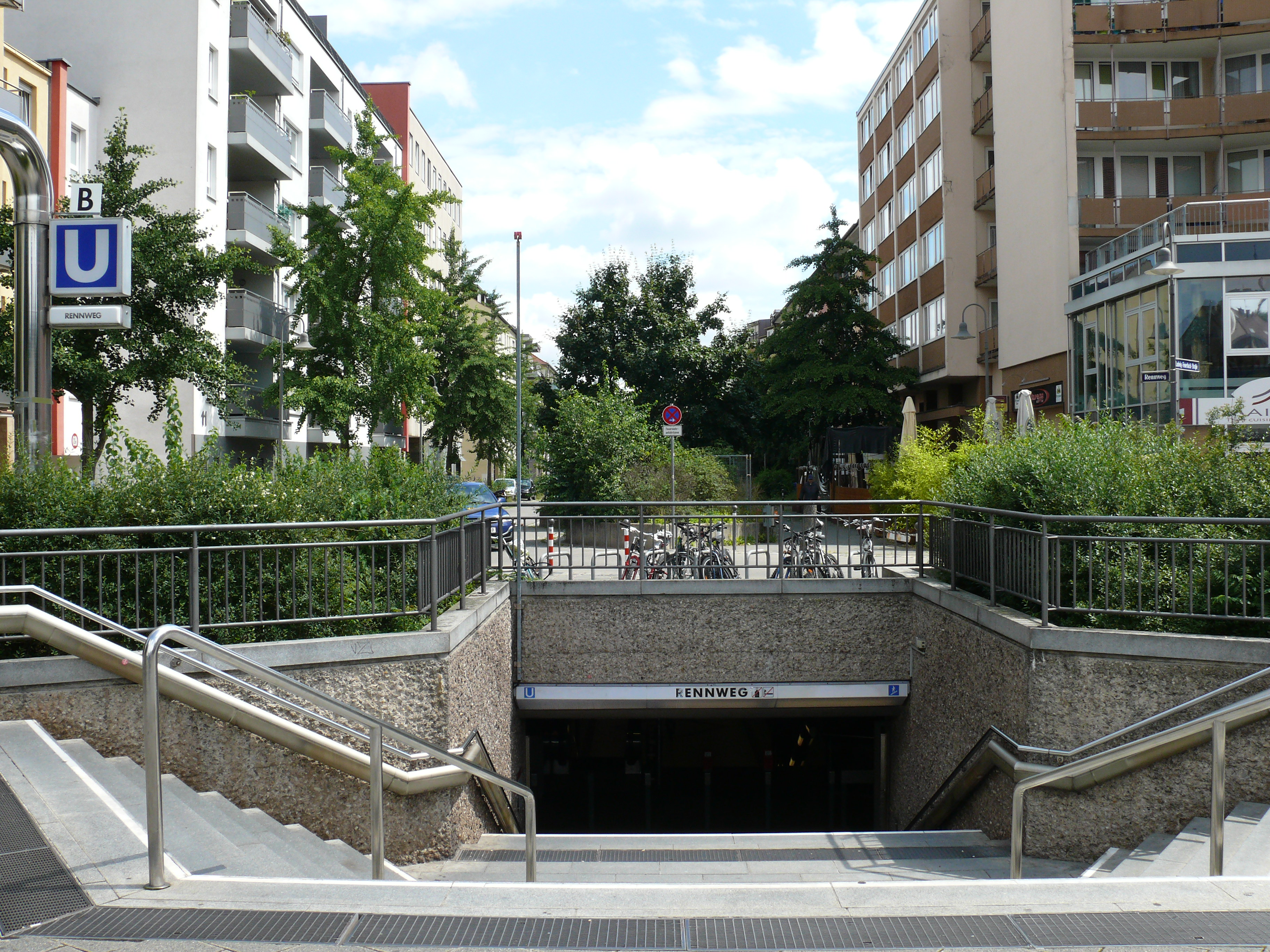
Zugang an der Oberfläche

## Linien
| Linie | Verlauf | Takt                                                   |
| ----- | --- | ------------------------------------------------------ |
| U2    | Röthenbach – Hohe Marter – Schweinau – St. Leonhard – Rothenburger Straße – Plärrer – Opernhaus – Hauptbahnhof – Wöhrder Wiese – Rathenauplatz – Rennweg – Schoppershof – Nordostbahnhof – Herrnhütte – Ziegelstein – Flughafen Stand: Fahrplanwechsel Dezember 2023 | 5 min 3–4 min (zur HVZ) 10 min (Ziegelstein–Flughafen) |

Der Bahnhof wird von der U-Bahn-Linie U2 bedient. An der Oberfläche befand sich bis Dezember 2011 westlich des Bahnhofs in der Bayreuther Straße die Haltestelle der Straßenbahnlinie 9. Am Wochenende und vor Feiertagen verkehrt auch die Nachtbuslinie N1.